# Hermetia relicta
Hermetia relicta är en tvåvingeart som beskrevs av Osten Sacken 1886. Hermetia relicta ingår i släktet Hermetia och familjen vapenflugor.
Artens utbredningsområde är Panama. Inga underarter finns listade i Catalogue of Life.